# چیقریق
چیقریق (به ازبکی: Chigirik) یک منطقهٔ مسکونی در ازبکستان است که در ولایت تاشکند واقع شده‌است. چیقریق ۲٬۹۲۹ نفر جمعیت دارد.